# John Robert Cozens
John Robert Cozens (* 1752 in London; † 14. Dezember 1797 ebenda) war ein englischer Maler.
John Robert Cozens gilt als bedeutender Landschaftsmaler. Seine künstlerische Ausbildung erhielt er von seinem Vater Alexander Cozens. 
Cozens schuf Aquarelle während seiner Reisen in die Schweiz und Italien. Diese bewirkten ganz neue atmosphärische Effekte, welche ihn als Vorläufer des Impressionismus erscheinen lassen. Seine Werke prägten William Turner in dessen Arbeit.

## Werke (Auswahl)

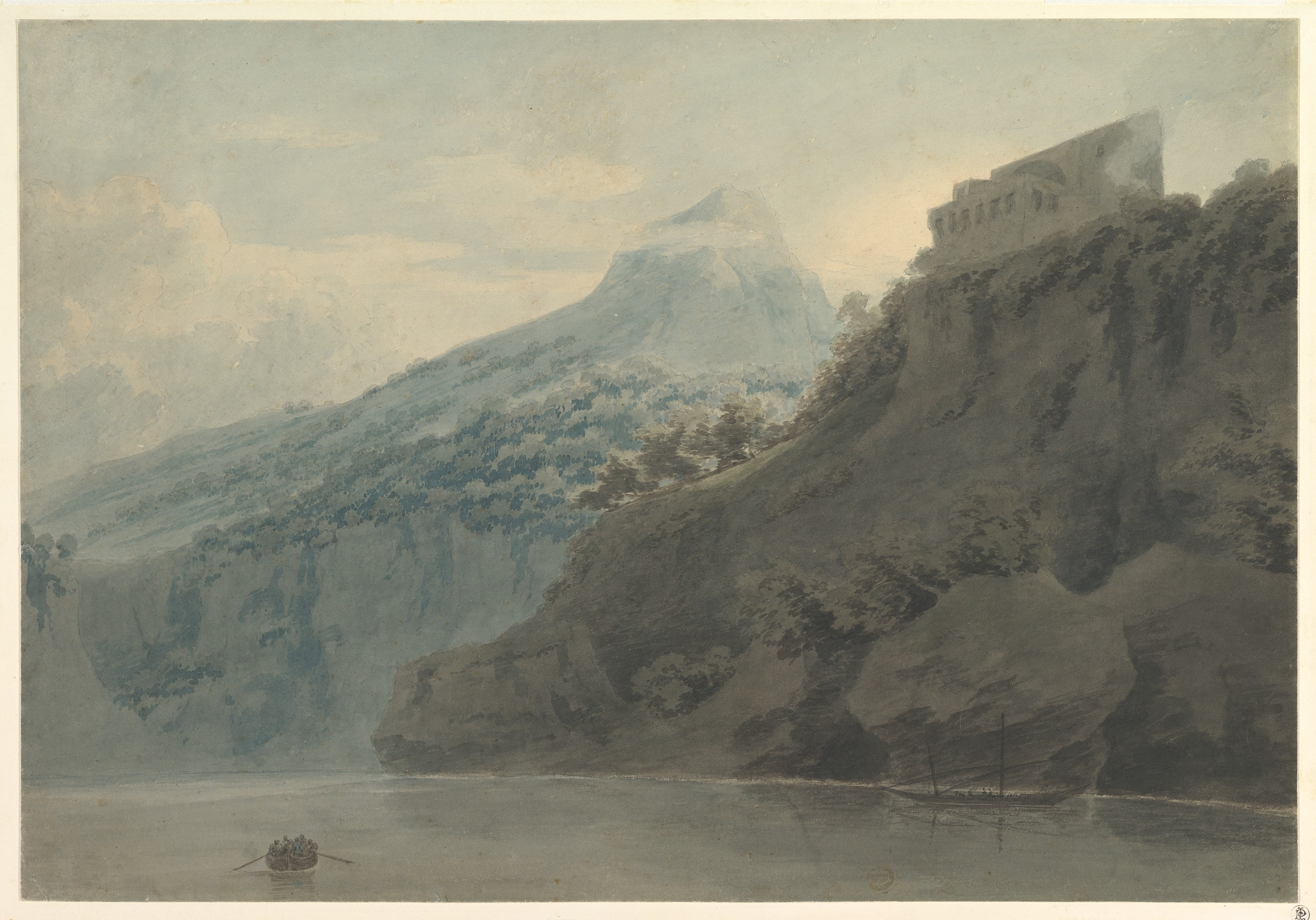
On the Gulf of Salerno near Vietri
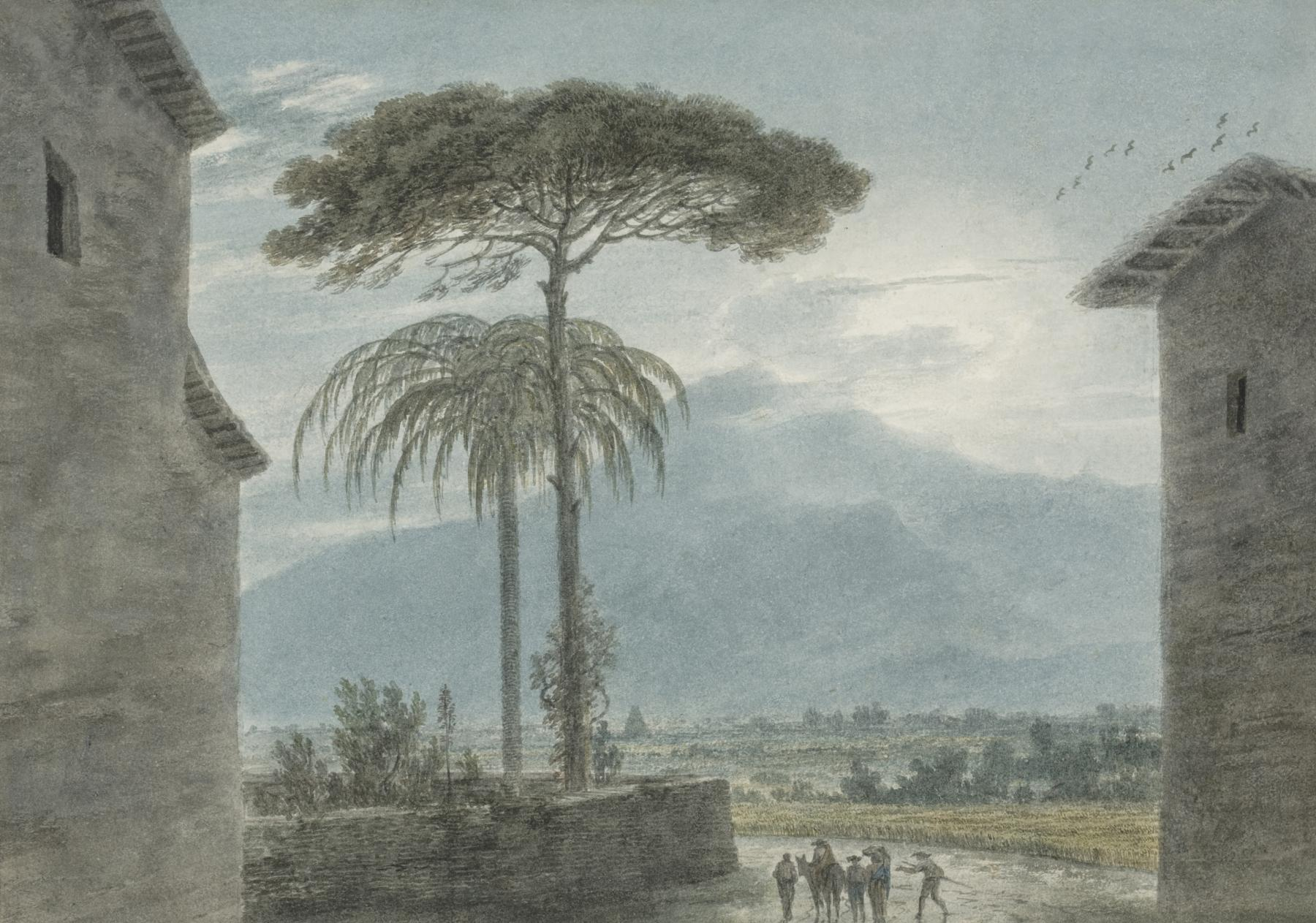
Between Salerno and Eboli, 1782
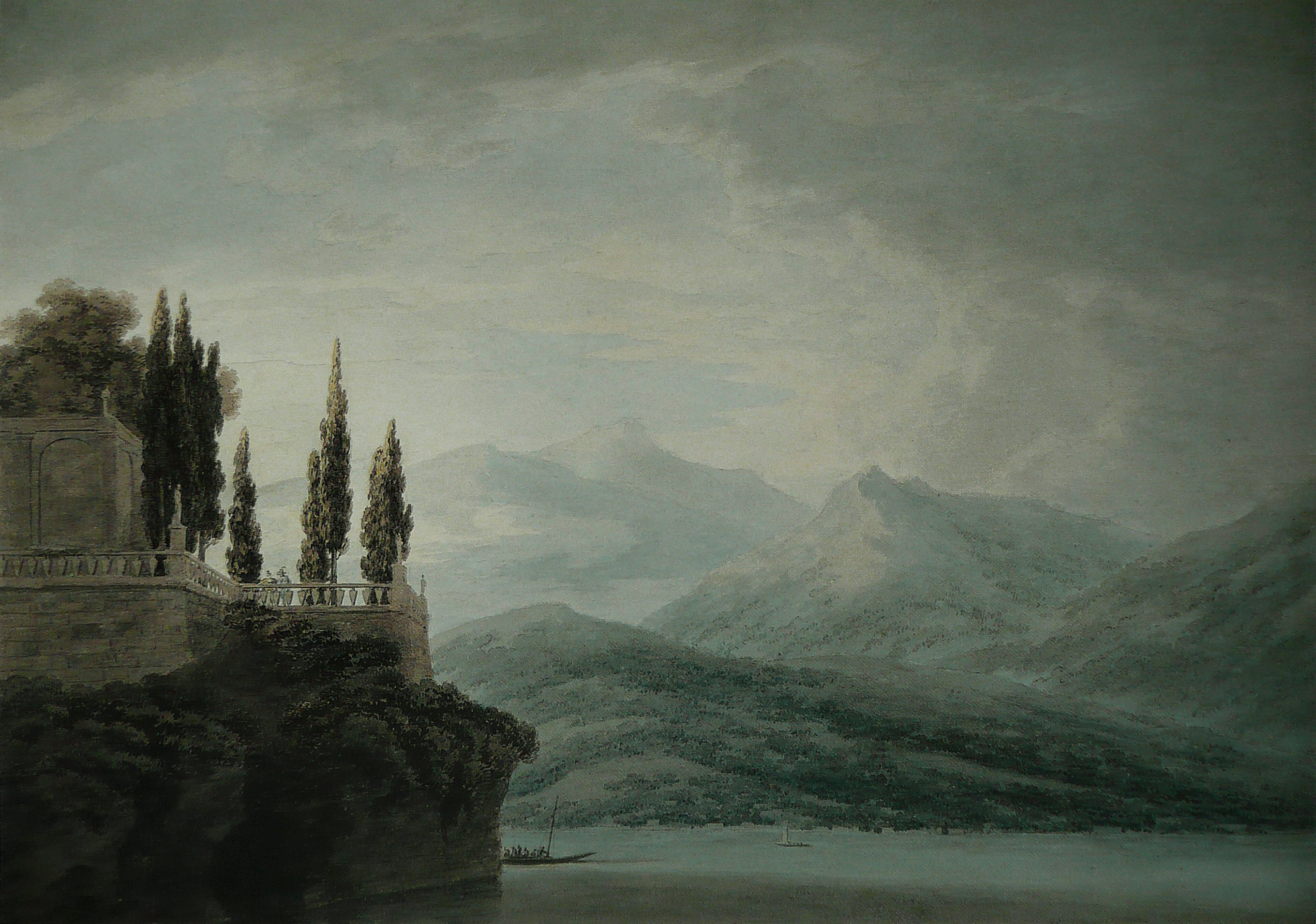
Isola Bella On Lago Maggiore, 1783
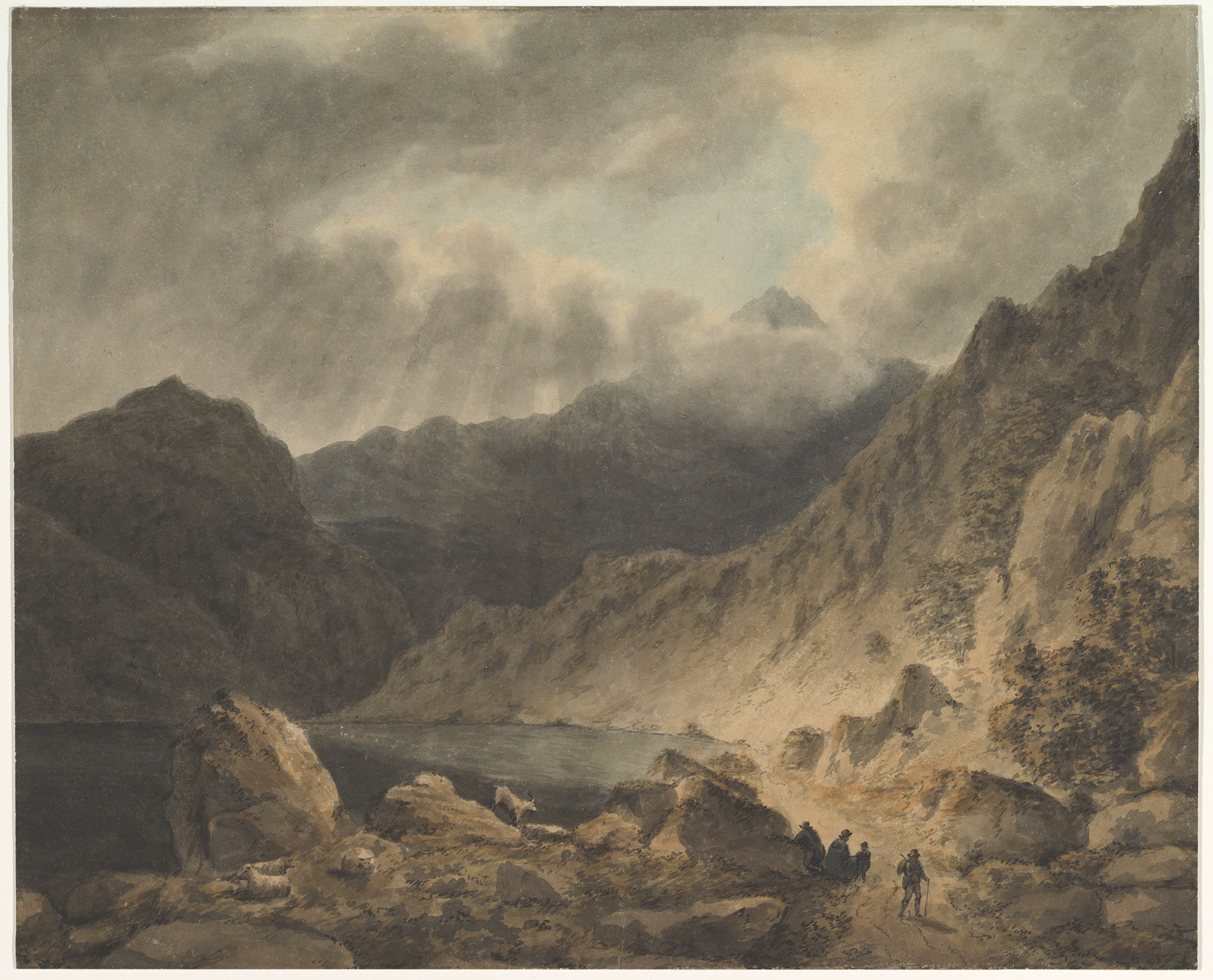
Storm Over A Lake
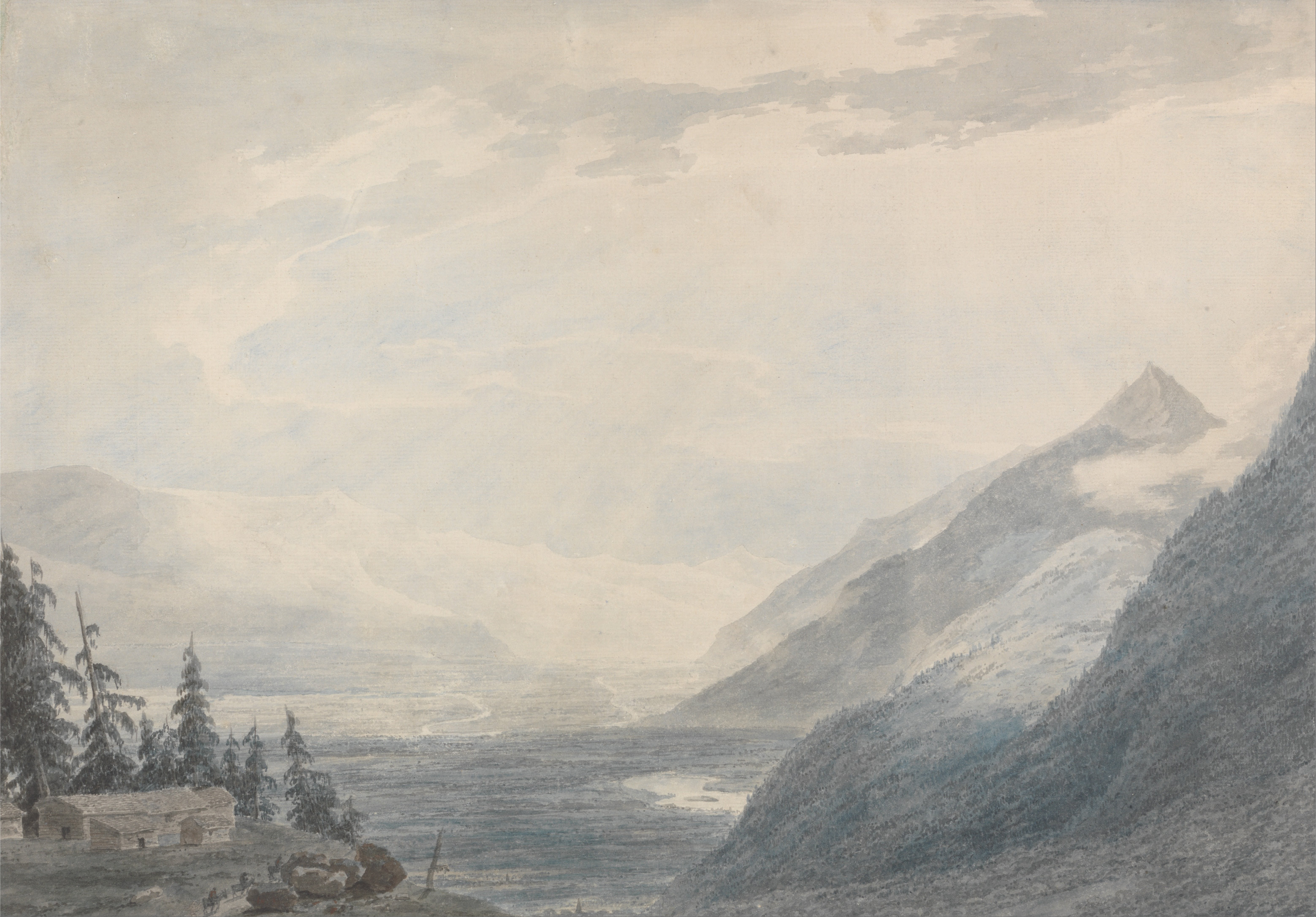
The Pays de Valais

Cozens Werke sind unter anderem im British Museum in London ausgestellt.